# Manulea ramulosa
Manulea ramulosa är en flenörtsväxtart som beskrevs av O.M. Hilliard. Manulea ramulosa ingår i släktet Manulea och familjen flenörtsväxter. Inga underarter finns listade i Catalogue of Life.